# Schermerpoort
Van de Schermerpoort resteert alleen nog het Schermerhek, de twee natuurstenen pijlers met zandstenen decoraties. De Schermerpoort was een stadspoort in de Nederlandse stad Alkmaar. De restanten zijn de enige resten van de zeven stadspoorten die Alkmaar heeft gehad. De pijlers stonden voor de daadwerkelijke poort. Ze zijn op 16 december 1969 in het Monumentenregister ingeschreven als rijksmonument.

## Geschiedenis
De Schermerpoort werd in 1639 als houten stadspoort gebouwd. In 1712 werd de houten poort vervangen door een stenen poort, de twee hekpijlers stammen uit deze tijd. De poort en de ophaalbrug zijn in 1853 afgebroken. Dit was ongeveer drie jaar na de bouw van de accijns- of poortwachterwoning.

## Beschrijving
Op de twee pilaren staan zandstenen beeldengroepen: kinderen met een bok of een schaap. De beeldengroepen zijn gemaakt door Jacob Vennekool. Aan de zijde van het Heiligland hangen de ijzeren hekken.
Aan de pijlers hangen de wapens van de vier burgemeesters die in 1712 over Alkmaar regeerden. Aan de andere kant hangen de twee delen van de hamei, het spijlenhek. De brug waar de pijlers voor staan stamt uit 1853, deze vervangt een eerdere houten ophaalbrug.

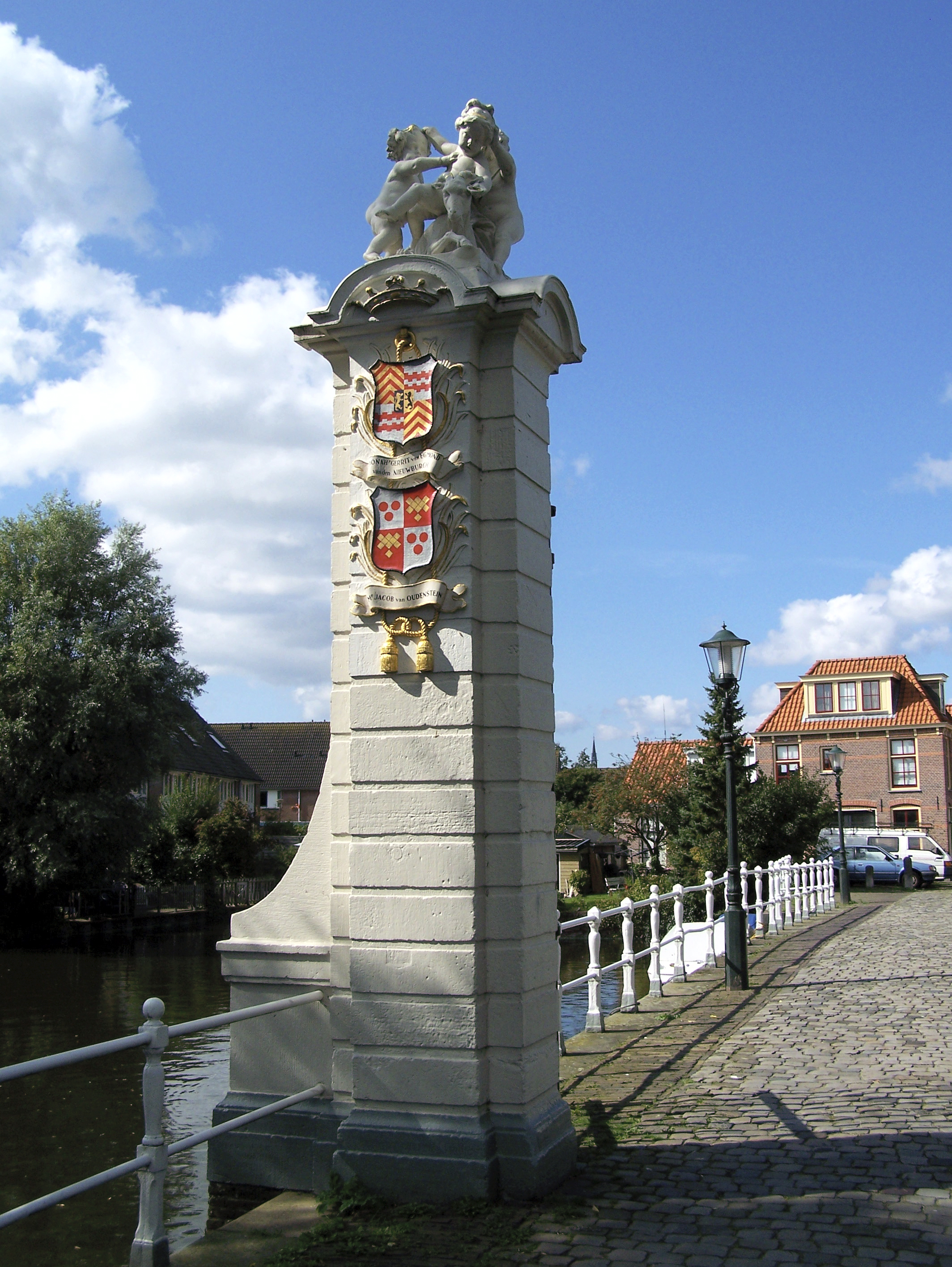
De zuidelijke helft
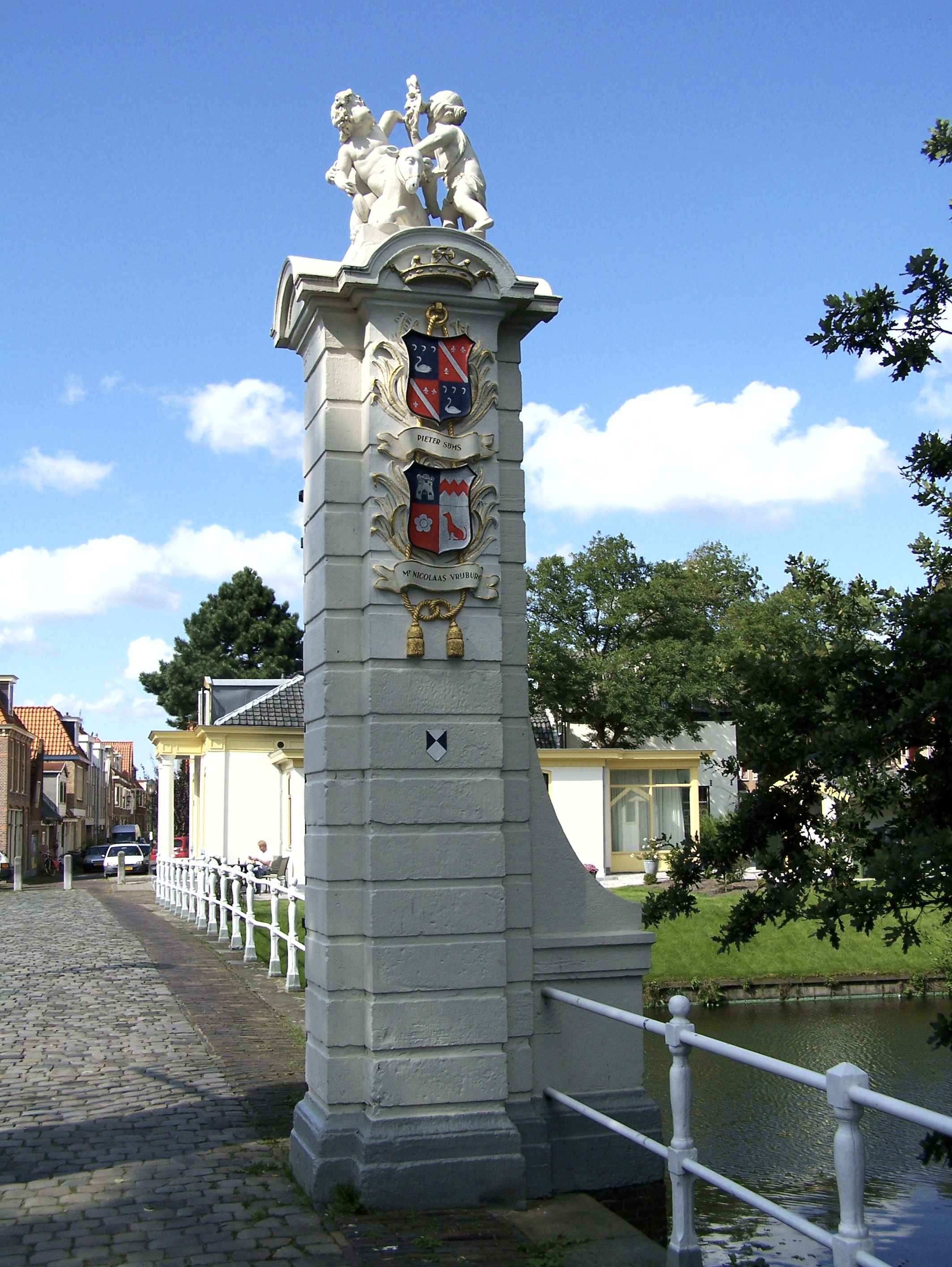
De noordelijke helft